# ランチタイムミュージック (JFN)
ランチタイムミュージックは、JFN系で放送されていた昼の音楽ワイド番組。
1985年10月7日放送開始、1998年3月31日終了。

## 概要
- 主に音楽とリスナーからのお便り紹介をパーソナリティの話でつないでいた番組だった。
- 途中2分ほどの、天気予報や地域インフォメーションなどの各局制作パートが設けられていた。
- 主なコーナーに「シネ・クリップ 〜今日のこぼれ話」など。

これらのコンセプトは「CO-CO MIX」に至るまで、双方向性を生かして継続された。

## パーソナリティ
- 藤永前香（月・水・金 → 1989年4月からは火・木、1991年3月まで）
- 集祐子（火・木 → 1989年4月からは月・水・金 → 1993年4月からは月〜金全曜日 1995年3月まで）
- 和泉昭子（火・木 1991年4月 - 1992年3月）
- 鵜飼久美子（火・木 1992年4月 - 1993年3月）
- 篠田潤子（月 - 金 1995年4月 - 1998年3月31日）※後番組『LA-LA PIX』のパーソナリティも務める

## ネット局
- エフエム青森(1987年4月の開局から→途中打ち切り)
- エフエム秋田
- エフエム岩手（1990年4月から金曜のみネット → 1991年4月から月-金ネット化 → 1992年10月からは金曜放送無し → 1993年9月打ち切 り）
- エフエム山形（1989年4月開局時から → 1995年10月からは金曜放送無し → 1996年4月打ち切り）
- エフエム福島（1996年4月開局時から）
- エフエム栃木（1994年4月開局時から）
- エフエム群馬（1996年4月からは金曜放送無し）
- エフエムラジオ新潟
- 長野エフエム放送（1988年10月開局時から）
- エフエム富士（1988年8月開局時 - 1989年4月打ち切り）
- 富山エフエム放送
- エフエム石川（1992年10月から／1995年4月からは金曜放送無し）
- 福井エフエム放送（1995年4月からは金曜放送無し）
- 三重エフエム放送（金曜は放送無し → 1991年4月から金曜も放送 → 1991年9月打ち切り → 1994年4月ネット再開）
- エフエム山陰（1987年10月から → 1993年4月から12:30飛び降りに短縮 → 1993年10月から再び12:55まで放送）
- エフエム徳島（1992年4月開局時から／1993年4月から金曜放送無し → 1993年10月から金曜も放送）
- エフエム香川（1988年4月開局時から／1991年4月からは金曜放送無し → 1994年4月から金曜も放送 → 1995年10月からは金曜のみ放送 → 1996年4月からは再び月-金の放送）
- エフエム高知（1992年4月開局時 - 1994年9月打ち切り）
- エフエム長崎（1996年4月から）
- エフエム佐賀（1992年4月開局時 → 1994年9月打ち切り → 1996年4月からネット再開／当初金曜は放送無し → 1993年4月から金曜も放送）
- エフエム大分（1993年4月 - 1993年9月打ち切り）
- エフエム中九州（現・エフエム熊本）（金曜は放送無し → 1989年10月から金曜も放送 → 1994年4月打ち切り）
- エフエム宮崎（1992年4月からは金曜放送無し）
- エフエム鹿児島（1992年10月開局時 - 1994年4月打ち切り）

| JFN 月曜 - 金曜 12:00 - 12:55枠                                                                              | JFN 月曜 - 金曜 12:00 - 12:55枠                     | JFN 月曜 - 金曜 12:00 - 12:55枠                    |
| 前番組 | 番組名                                              | 次番組                                             |
| --- | --------------------------------------------------- | -------------------------------------------------- |
| FMいきいきワイド〜リズムにのって〜 （19??年?月 - 1985年10月） ※10:00 - 12:55 【10:00 - 12:00に短縮して継続】 | ランチタイムミュージック （1985年10月 - 1998年3月） | LA-LA PIX （1998年4月 - 2000年3月） ※11:30 - 12:55 |